# Graptoclerus signatus
Graptoclerus signatus is een keversoort uit de familie mierkevers (Cleridae). De wetenschappelijke naam van de soort is voor het eerst geldig gepubliceerd in 1901 door Gorham.